# Groupement d'agriculteurs producteurs de pommes de terre pour l'industrie McCain
Le Groupement d'agriculteurs producteurs de pommes de terre pour l'industrie McCain (GAPPI) est un syndicat agricole français créé en 1997 qui regroupe les agriculteurs producteurs de pommes de terre et fournisseurs des usines McCain implantées en France. Les membres du GAPPI sont environ 900 et fournissent annuellement 600 000 tonnes de pommes de terre à McCain. La société McCain exploite trois usines en France, qui fabriquent principalement des frites précuites surgelées. Deux se trouvent dans le Pas-de-Calais à Harnes et Béthune, et la troisième dans la Marne à Matougues. Cette dernière, inaugurée en 2001, comprend la plus importante ligne de production de frites au monde. Les adhérents du GAPPI se trouvent principalement dans le Nord-Pas-de-Calais et dans la Somme.
La mission du GAPPI est de défendre et de représenter les producteurs de pommes de terre face à leur acheteur unique et en particulier de négocier les contrats pour les campagnes annuelles et d'intervenir dans le règlement des litiges liés aux problèmes de qualité des pommes de terre livrées, qui sont discutés dans le cadre d'une « commission des litiges ».
La contractualisation de la production, qui porte sur 55 à 70 % des volumes achetés par McCain, comprend des clauses portant sur les surfaces, les périodes de livraison et le prix. Celui-ci est négocié et fixé pour une première tranche de tonnage, et varie en fonction des cours du marché à la livraison pour le reste. Le contrat prévoit également une traçabilité détaillée portant sur divers aspects de la culture, fertilisation, traitements, irrigation, stockage... et impose le choix des variétés.